# Vůz AB349, 350 ČD
Vozy AB349, číslované v intervalu 51 54 39-41, a AB350, číslované v intervalu 50 54 39-40, dříve značené ABm, či ABa, jsou řadami osobních vozů kombinujících oddíly první a druhé třídy z vozového parku Českých drah. Všechny tyto vozy byly vyrobeny ve východoněmecké vagónce VEB Waggonbau Bautzen v letech 1964–1984.

## Technické informace
Jsou to neklimatizované vozy typu UIC-Y (prvních pět kusů AB350 dodáno s typem skříně OSŽD-B) délky 24 500 mm s nejvyšší povolenou rychlostí 140 km/h. Vozy AB350 mají podvozky Görlitz V, vozy AB349 Görlitz Va shodně vybavené špalíkovými brzdami.
Nástupní dveře těchto vozů jsou zalamovací (u řady AB349 vybavené centrálním zavíráním a blokováním za jízdy), přechodové mezivozové jsou manuálně posuvné do stran. Vozy mají polospouštěcí okna.
Vozy mají čtyři oddíly první třídy a pět oddílů druhé třídy. První třída má 4 oddíly s polohovatelnými plyšovými sedadly po šesti místech k sezení, druhá třída má 5 kupé s koženkovými lavicemi s 8 místy k sezení, dohromady vůz poskytuje 64 míst k sezení. Všechny oddíly mají stejné rozměry, a proto jsou kupé druhé třídy prostornější než v příbuzných vozech druhé třídy.
Vozy AB350 mají odporové topení, vozy AB349 teplovzdušné.
Původní nátěr byl tmavě zelený ve stylu Československých státních drah. Později byl aplikován zelený nátěr přes okna, zbytek vozu byl bílý, a nejnověji je nátěr modro-bílý dle nového korporátního schématu Českých drah od studia Najbrt. Oddíly první vozové třídy mají nad okny ještě žlutý pruh.
Vozy AB349 čísel 049 a 050 byly z výroby vybaveny Centrálním zdrojem energie podobně, jako vozy B243 883-890

## Provoz
Vozy jsou nasazovány Českými drahami především na spěšných vlacích mezi Prahou a Táborem, u kterých není zapotřebí vysoká kapacita první třídy. Dále jezdí v letním období na nočních vlacích mezi Bohumínem a pobřežím Baltského moře.
Vozy AB350 již nejsou pravidelně nasazovány.
Vozy AB350 původně měly možnost mezinárodního provozu v rámci úmluv RIC. Tyto vozy byly označeny jako AB348, posledním vozům byl režim RIC odebrán v roce 2001. Vozy AB349 splňují úmluvy RIC pro mezistátní provoz.
11. března 2011 došlo k nehodě, když se uvolnila brzdová zdrž vozu AB350 č. 243 jedoucího na vlaku R 804 na trase Olomouc – Břeclav – Brno. Ta se odrazila zpět do vlaku, kde prolétla oknem a následně poničila tři kupé. Při nehodě nebyl nikdo zraněn. Vůz byl po nehodě zrušen.
Několik vozů AB350 přešlo do depozitáře Železničního muzea v Lužné u Rakovníka.

## Modernizace

### Úpravy
Pro provoz do Rakouska byly vybrané vozy (přibližně 2–3 kusy) kolem roku 2005 vybaveny tlačítkem na zavření dveří, které se nachází v interiéru vozu.[zdroj?]
V letech 2009–2014[zdroj?] byla většina vozů podrobena tzv. revitalizaci (původně nazývaná „humanizace“). Při ní byl opraven interiér vozu – sedačky byly přečalouněny, byla opravena podlaha, stěny vozu byly vymalovány, byla přetěsněna okna a další úpravy. Revitalizací prošly všechny vozy řady AB349, vozy AB350 obdržely pouze nové čalounění sedadel. Vozy, které přečalouněním neprošly, byly do konce roku 2013 odstaveny.[zdroj?]
Od roku 2012 probíhá u vybraných vozů AB349 výměna původního 12žilového UIC kabelu za nový 18žilový, který umožňuje provoz ve vratných soupravách s modernizovanými řídícími vozy Bfhpvee295.

## Fotogalerie

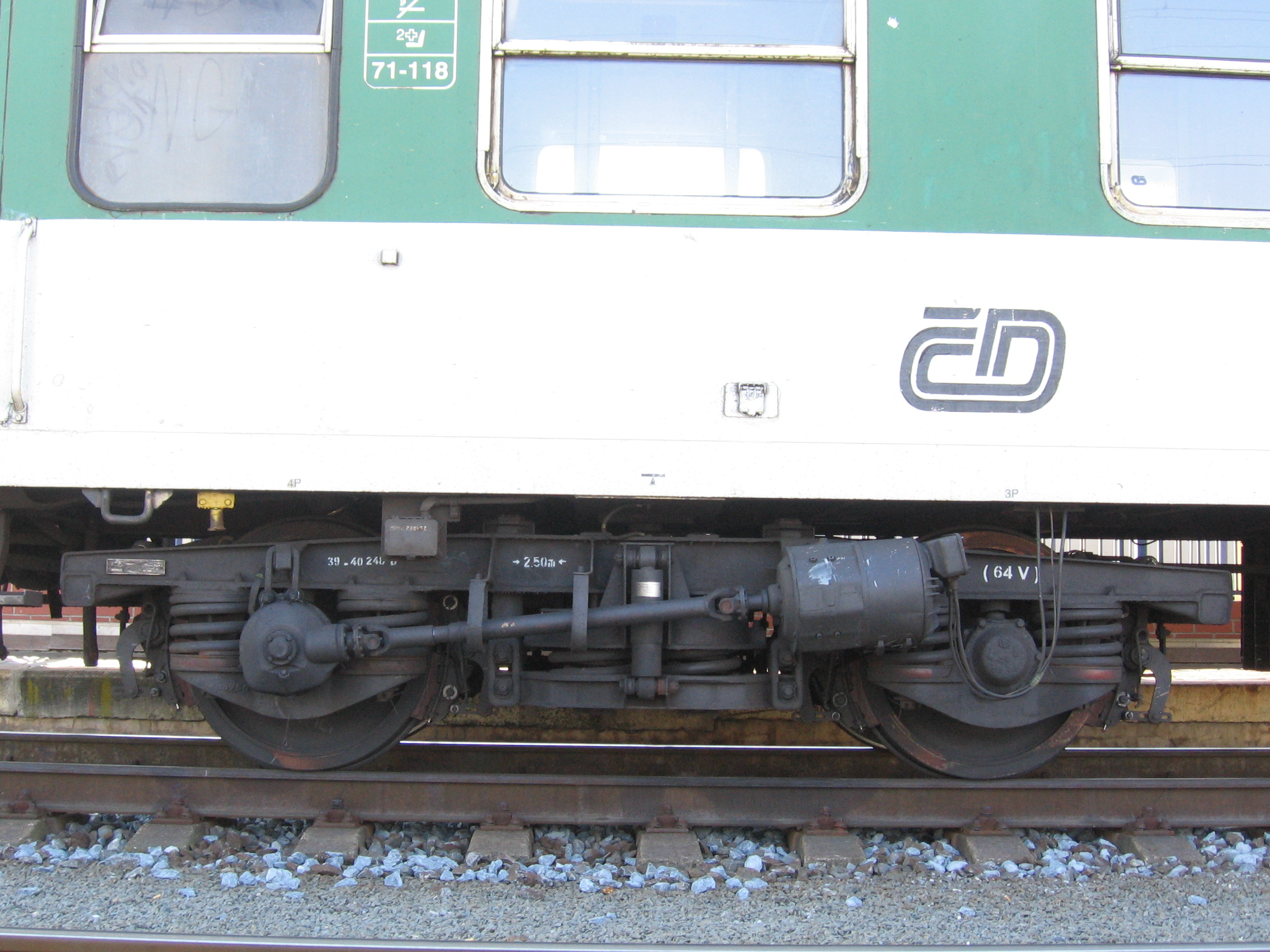
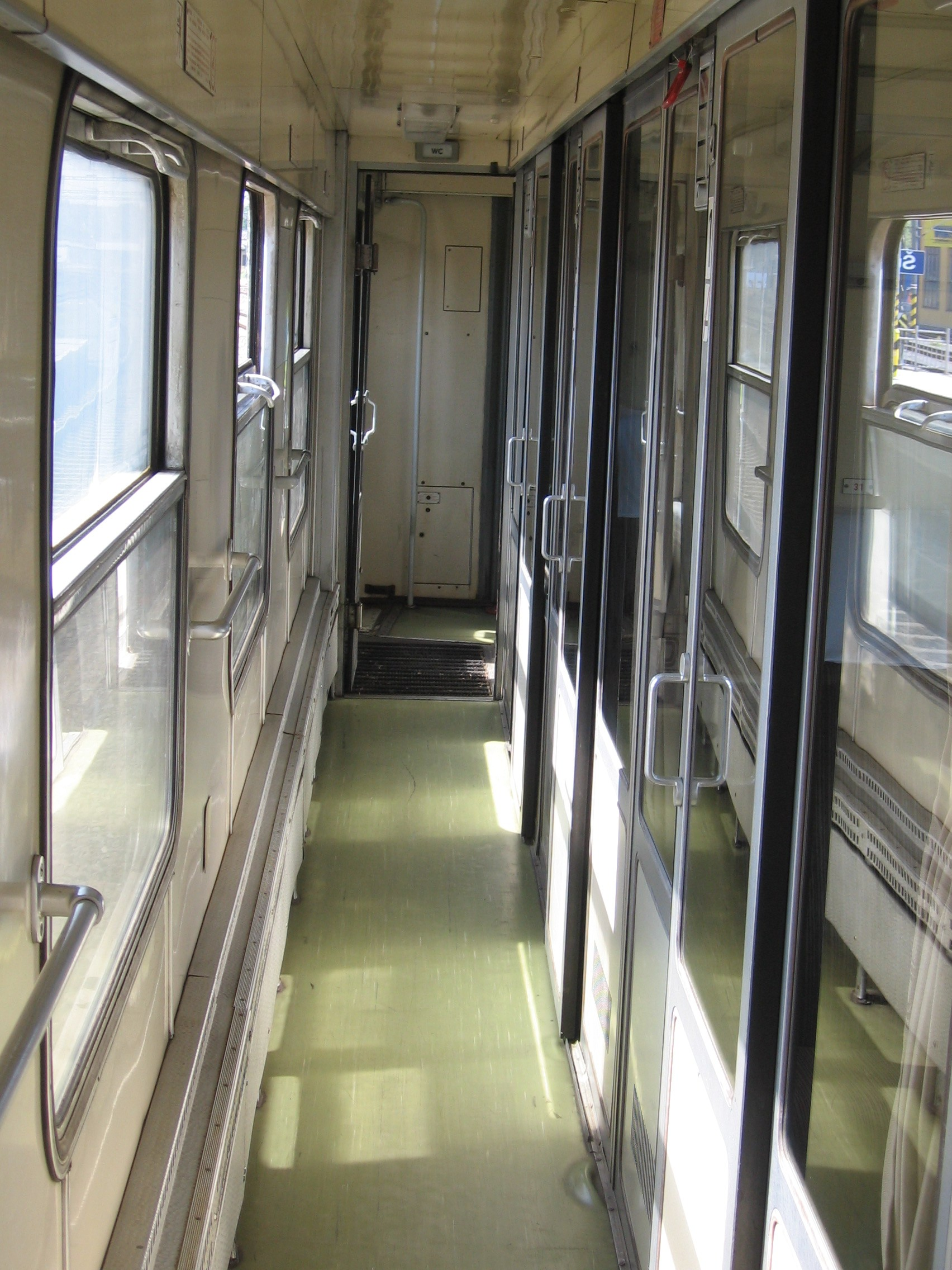
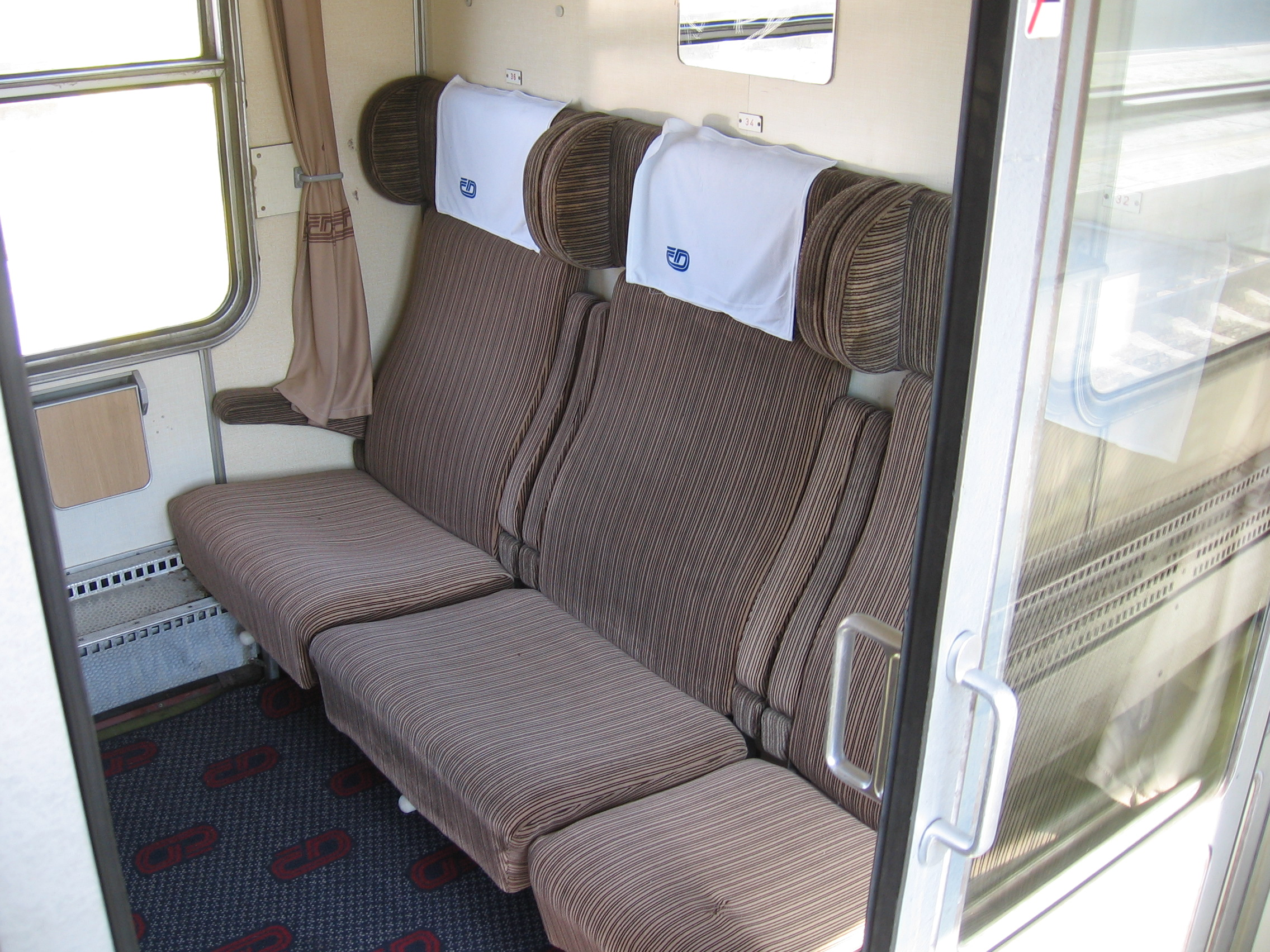
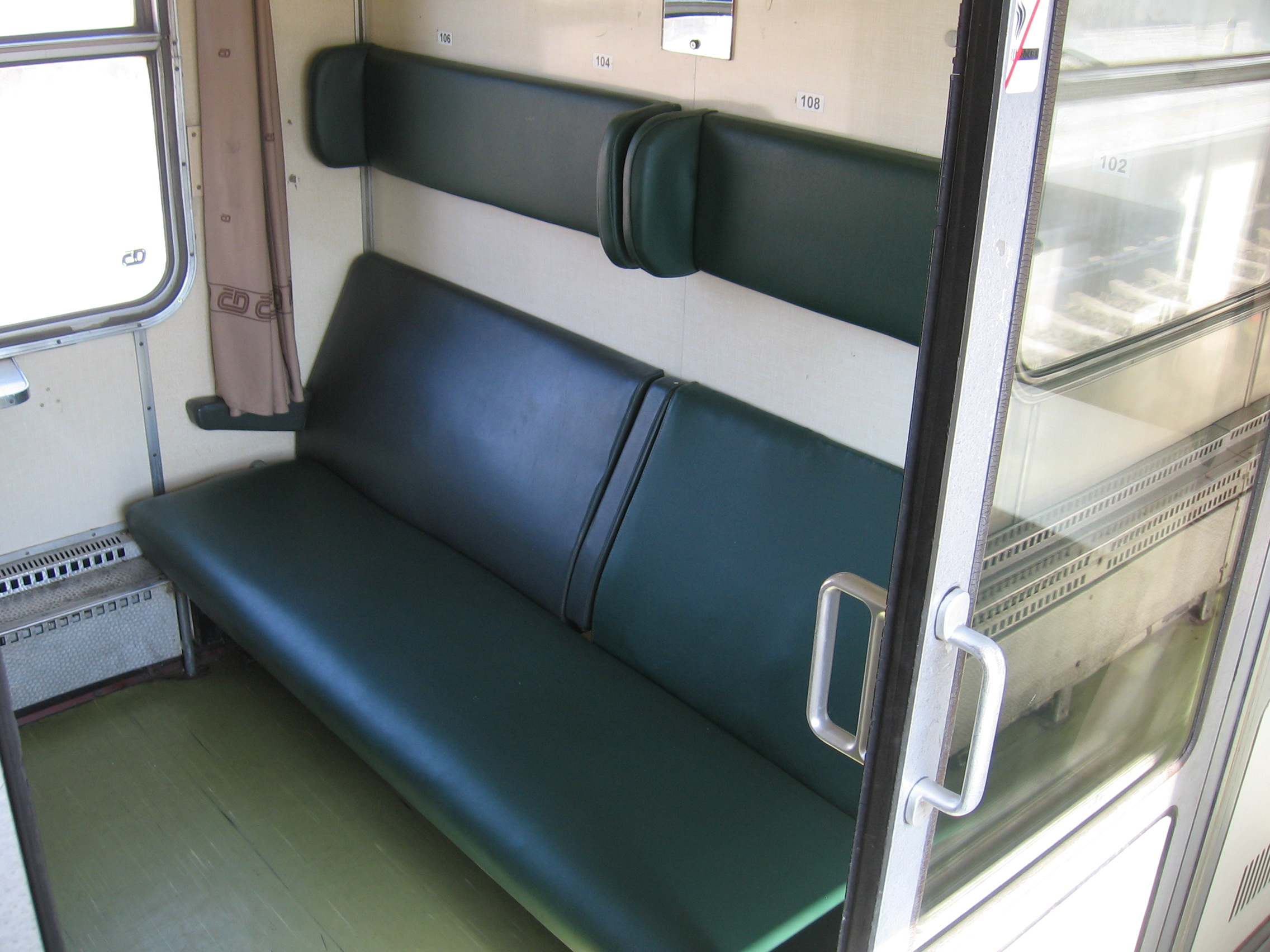
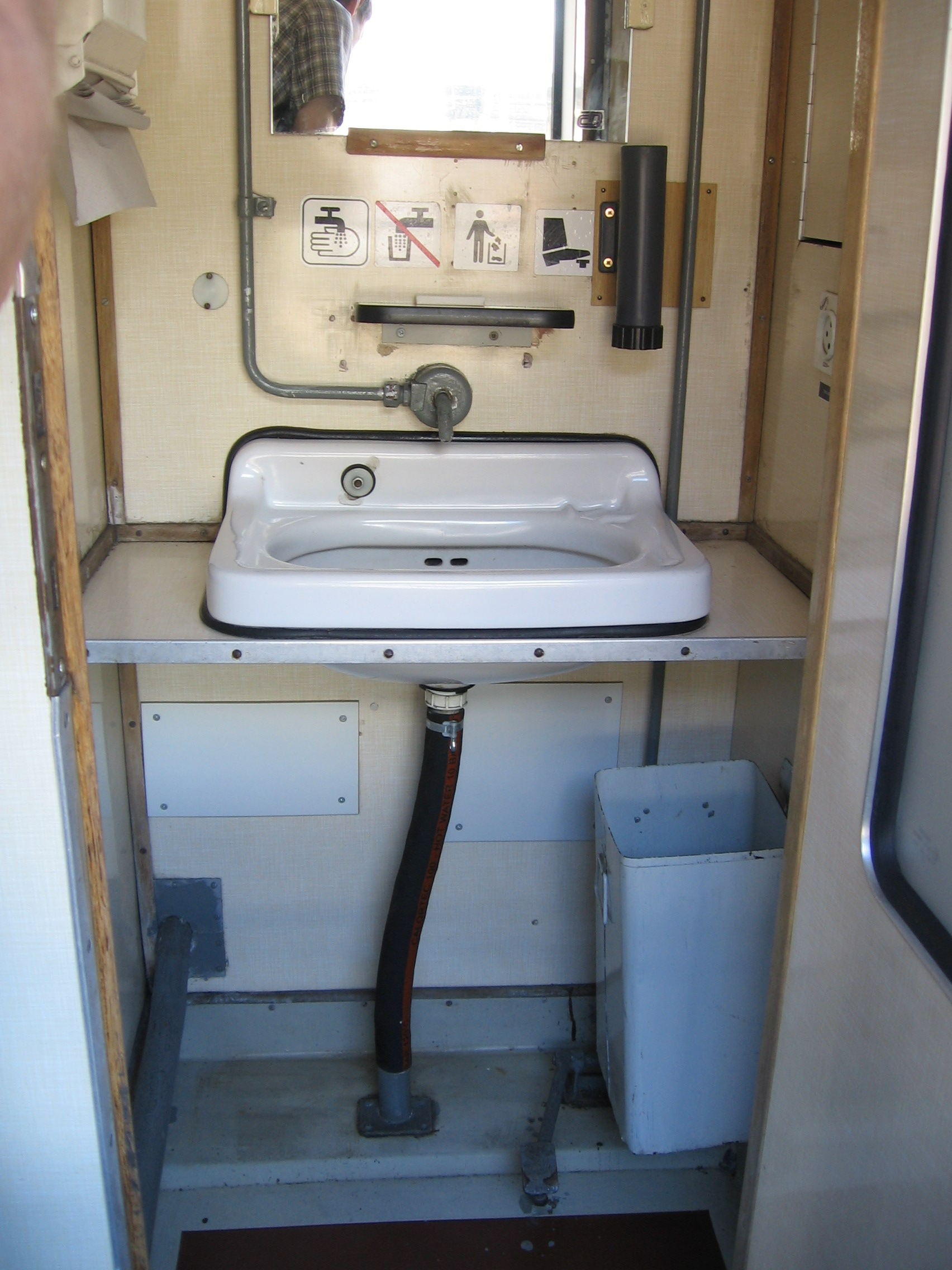

### Přestavby na jiné řady

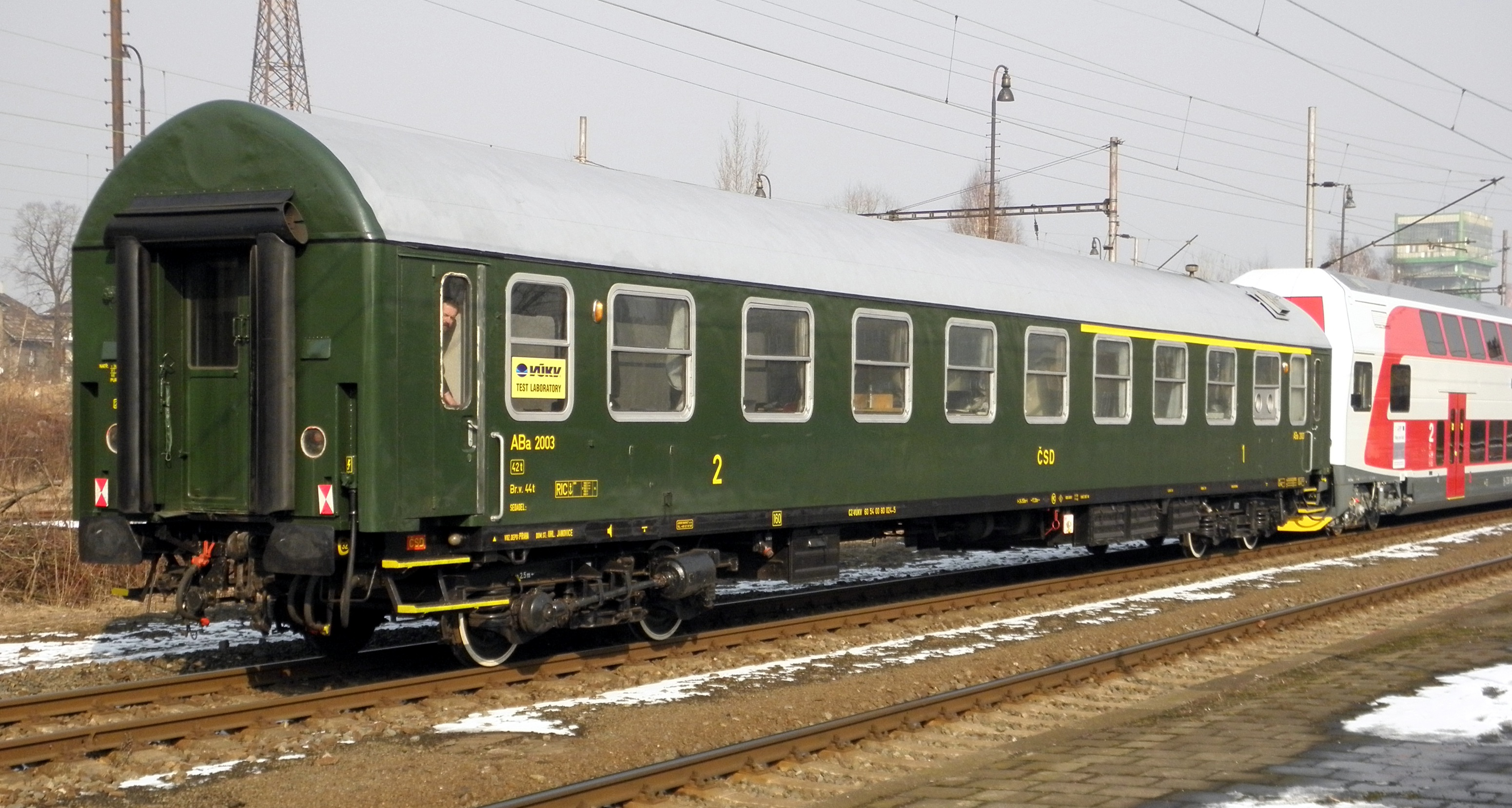
Vůz ABa 2003 přestavěný na měřicí vůz

Vůz AB350 č. 003 (ABa 2003) byl přestavěn na testovací laboratoř Výzkumného ústavu železničního. Po vyřazení byl zakoupen společností Junior market z Uhlířských Janovic, která jej nechala přelakovat do původního celozeleného nátěru.
Vůz AB350 č. 004 (ABa 2004), byl přestavěn na měřicí vůz trakčního vedení. V roce 2011 byl tento vůz zrušen.
Vůz AB350 č. 041 (ABa 2041) byl upraven na obytný vůz. Ve voze byl zaslepen nástupní prostor u oddílů první třídy. Vůz byl později předán do Železničního muzea Lužná u Rakovníka, kde obdržel svůj původní nátěr.
Do čtyř vozů řady AB350 byly na konci 80. let do druhé třídy dodány sedačky třídy první a byly přeznačeny na A150.
Tři vozy AB349 (v letech 1996–1997) a šest vozů AB350 (v letech 1999–2000) bylo rekonstruováno na řadu Aee152.